# Pangsor
Pangsor is een bestuurslaag in het regentschap Subang van de provincie West-Java, Indonesië. Pangsor telt 5026 inwoners (volkstelling 2010).